# Свети Николай (Трипотамос)
„Свети Николай“ (на гръцки: Αγίου Νικολάου) е църква в Република Гърция, в берското село Трипотамос (Лужица). Църквата е под управлението на Берската, Негушка и Камбанийска епархия.
Църквата е построена в Горна Лужица, днес изоставено, в 1750 година при управлението на митрополит Самуил, съдейки по надписа над южния вход. Сходни са и надписите от две църкви в съседното Костохори - „Преображение Господне“ и „Св. св. Петър и Павел“, и двете от 1745 година, което говори за наличие на ателие за ремонт на църкви по това време в района.
Надписът гласи:
| „ | ΑΝΑΚΕΝΗΘΗ ΟΘΗΟS ΚΕ ΠΑΝCΕΠΤΟ ΝΑΟS ΤΟΝ ΑΓΗΗS ΠΑΤΡΟS U ΜΟΝ ΝΗΚΟΛΑΟU TOU ΘΑΜΑΤΟUΡΓΟU ΑΡΧΗΕ ΡΑΤΕΒΟΝΤΑS CΑΜΟUΗΛ ΚΕ UΡΑΤΕΒΟΝΤΑS ΜΗΧΑ ΗΛ UΕΡΕΟS ΕΠΗΤΡΟΠΟS ΑΡ ΓΗΡΟS ΚΕ ΜΑCΤΟΡΗ ΓΗΑΝΗ ΠΑCΚΟ – ΕΠΗ ΕΤΟS – χΑΨν 1750 | “ |